# Cars Road Trip
Cars Road Trip, initialement nommée Cars : Route 66 Road Trip, est une attraction ouverte le 17 juin 2021 au sein de la zone Worlds of Pixar dans le parc Walt Disney Studios à Disneyland Paris. L'attraction est une refonte de Studio Tram Tour : Behind the Magic (ouverte en 2002) sur le thème des films Cars et conserve donc le même principe.

## L'attraction
Cars Route 66 Road Trip est une refonte de Studio Tram Tour, une attraction amputée d'une partie de son parcours d'origine, en raison des travaux d'extension du parc. L'attraction emmène les visiteurs, guidés par Sally et Cruz Ramirez, sur la mythique Route 66 pour y découvrir ses merveilles naturelles et mécaniques. Le voyage se fait à bord d'un tram équipé d'écrans servant de support visuel aux transitions des décors physiques de l'attraction.
Bien que le parcours change, les visiteurs retrouvent quelques scénographies de l'attraction d'origine, dont un arrêt à Cars-tastrophe Canyon, anciennement Catastrophe Canyon. Toute la partie dans la reconstitution de Londres a été détruite pour les besoins de la zone Marvel, Avengers Campus.
L'entrée de l'attraction se situe au sein de Toy Story Playland. Spécialement construite pour l'attraction, cette allée sera utilisée pour accéder à la future zone Arendelle: World of Frozen actuellement en cours de construction.
La gare de l'attraction rappelle les pompes à essence américaines des années 1950 et des musiques Rockabilly y sont diffusées.
Initialement prévue pour l'été 2020, la construction est retardée au printemps 2020 à cause de la pandémie de Covid-19. En novembre 2020, la communication du parc annonce une ouverture pour 2021 et des précisions sont apportées quant à l'expérience visiteurs et notamment sur la présence d'un semblant de guichet touristique à l'entrée de l'attraction qui permettrait aux visiteurs de découvrir les lieux et personnages qu'ils rencontreront au cours de leur visite.

### Déroulé de l'attraction
Le tour en tram possède 3 scènes thématisées distinctes :
- Le plus gros écrou de roue du monde présenté par des audio-animatronics des personnages de Flash McQueen, Luigi et Guido.
- Le Cars-tastrophe Canyon, scène principale du tour qui utilise des simulations de tremblements de terre, des effets pyrotechniques et aquatiques. Elle est réutilisée de l'attraction Studio Tram Tour : Behind the Magic, maintenant fermée et remplacée. Le camion citerne de l'ancienne version est remplacé par Phil, un camion Dinoco prenant sa douche.
- La tour à Fioul présentée par des audio-animatroniques des personnages de Martin et Fillmore. Il s'agit d'une réinterprétation de la tour Eiffel faite à partir de diverses pièces automobiles.

Les transitions entre les scènes se font par l'intermédiaire de petits éléments de décor ou par les écrans dont sont équipés les trams.

#### Données techniques
- Ouverture : 17 juin 2021
- Conception : Walt Disney Imagineering
- Nombre de véhicules : 4 trams (2 en simultané)
- Capacité par véhicules : 205 personnes maximum
- Durée du tour : 7min30
- Situation : 48° 52′ 05″ N, 2° 46′ 22″ E